# سفارة لبنان في السويد
سفارة لبنان في السويد هي أرفع تمثيل دبلوماسي لدولة لبنان لدى السويد. تقع السفارة في ستوكهولم وهي تهدف لتعزيز المصالح اللبنانية في السويد.

## وصلات خارجية
- قائمة سفارات لبنان
- قائمة السفارات في السويد